# La ciutat dels bessons
La ciutat dels bessons (títol original: Twin Town) és una pel·lícula britànica dirigida per Kevin Allen, estrenada l'any 1997. Ha estat doblada al català.

## Argument
Jeremy i Julian Lewis, dos germans inseparables, viuen de petits furts a Swansea. El seu pare Fatty cau d'una escala treballant per Bryn Cartwright, home de negocis i traficant de drogues local. Quan Cartwright rebutja oferir una compensació financera per aquest accident de treball, els germans Lewis es vengen pixant-se sobre la seva filla quan canta en un karaoke. En represàlia, Cartwright els apallissa amb l'ajuda de Terry Walsh, un policia corrupte.
Per venjar-se, els bessons decapiten el canitx de la família Cartwright. Terry va llavors a investigar a la caravana on viuen, i troba el collaret del gos. Informat, Cartwright demana llavors a Terry matar el gos dels bessons. Ho fa tancant el gos a la seva caseta a la que cala foc. El foc provoca accidentalment una explosió, i moren els pares dels bessons així com la seva germana. Aleshores, els germans maten Cartwright i Terry.

## Repartiment
- Llŷr Ifans: Julian Lewis
- Rhys Ifans: Jeremy Lewis
- William Thomas: Bryn Cartwright
- Dougray Scott: Terry Walsh
- Dorien Thomas: Greyo
- Huw Ceredig: Fatty Lewis
- Rachel Scorgie: Adie Lewis
- Di Botcher: Jean Lewis
- Jenny Evans: Bonny Cartwright
- Sua Roderick: Lucy Cartwright
- Brian Hibbard: Dai Rhys
- Morgan Hopkins: Chip Roberts

## Rebuda
- El film va ser un fracàs comercial, venent només 180.000 entrades al Regne Unit i aproximadament 470.000 a tot Europa.[3] Als Estats Units, ha informat una mica més de 127.000 $ al box-office[4]
- Obté un 46% de critiques favorables, amb un resultat mig de 5,4/10 sobre la base de 13 critiques, en el lloc internet Rotten Tomatoes.[5]
- 1997: Festival de Berlín: Secció oficial de llargmetratges
- Crítica 
  - "Xarona, omple de personatges eixelebrats i mal gust, bona banda sonora (...) La van vendre com una altra Trainspotting però s'assemblen tant com Rambo i Apocalypse Now"[6]
- "Un rosari d'escatologies i de marranades britàniques (...) centenars de variants de totes les gammes de la merda verbal i incomptables altres galanies per l'estil. Tot sota la síndrome de 'Trainspotting', intel·ligent i sinistra simulació de pel·lícula que ja està començant a fer estralls."[7]